# John Quelch

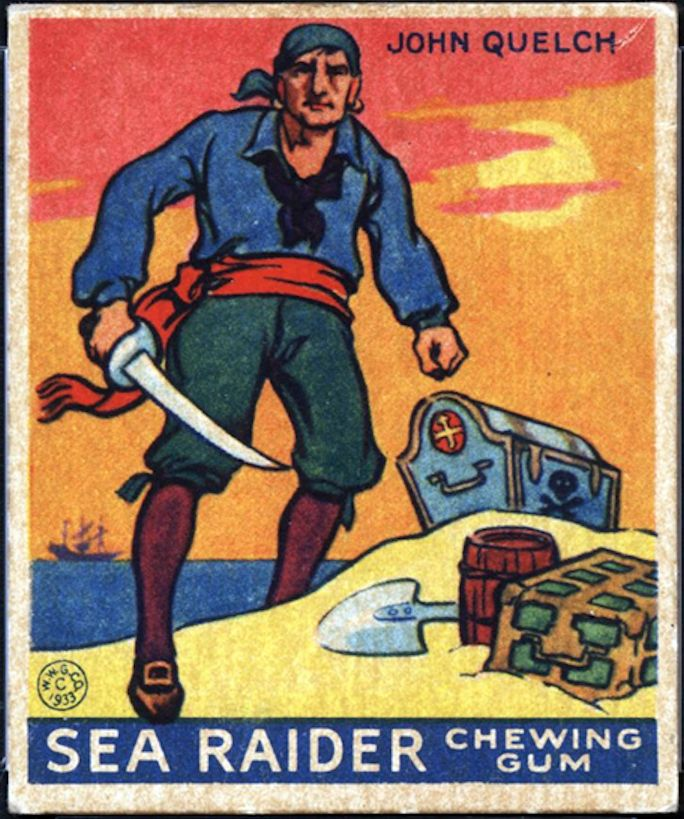

John Quelch (né en 1666 à Londres et mort le 30 juin 1704 à Boston) est un pirate britannique.
À la suite d'une mutinerie sur le bateau corsaire où il travaille, il est élu par l'équipage capitaine du Charles. Au lieu de piller les navires français et espagnols vers Terre-Neuve, il navigue vers le Brésil et attaque des navires portugais alors que le Portugal et le Royaume-Uni sont à l'époque en paix.
À son retour dix mois plus tard à Marblehead, le Portugal n'étant pas dans la lettre de marque que le gouverneur Joseph Dudley (en) avait donné et compte tenu que le Portugal devient un allié, Quelch est emprisonné puis jugé. Pour la première fois, l'Amirauté juge en dehors du Royaume-Uni. Il est condamné à mort.
La légende veut qu'il soit le premier à avoir arboré le Old Roger.

Pavillon de John Quelch